# Exorista niveipennis
Exorista niveipennis är en tvåvingeart som beskrevs av Louis-Paul Mesnil 1939. Exorista niveipennis ingår i släktet Exorista och familjen parasitflugor.
Artens utbredningsområde är Moçambique. Inga underarter finns listade i Catalogue of Life.